# Vannes
Vannes (Bretão: Gwened) é uma comuna francesa na região administrativa da Bretanha, no departamento Morbihan. Estende-se por uma área de 32,3 km². Em 2010 a comuna tinha 55 411 habitantes (densidade: 1 715,5 hab./km²).413 hab/km².

## Ensino superior
- Institut catholique d'arts et métiers